# Ниске Татре
Ниске Татре (слч. Nízke Tatry) су планински венац који се простире кроз централну и источну Словачку и налазе се јужно од Високих Татри (Vysoké Tatry) од којих их дели долина реке Вах, док их са јужне ограничава река Хрон.
Венац Ниских Татри се простире правцем запад-исток у дужини од 80 km и покривен је густом шумом, а највећи део припада народном парку Ниске Татре (Národný park Nízke Tatry — NAPANT) који је основан 1978.
Највиши делови Ниских Татра налазе се у западном делу, док је средњи део много нижи, док се на крајњем истоку предели опет издижу. Највиши врх је Ђумбер (Ďumbier) са 2.042 метара надморске висине, док се поред њега налази, за нијансу нижи, Хопок на чијих 2.024 метара надморске висине излази и жичара што га чини једним од најпосећенијих места на Ниским Татрама. На крајњем истоку се налази Краљова хоља (Kráľova hoľa) са 1.946 метара надморске висине.